# Сефі ад-Дін
Шейх Сефі ад-Дін Ісхак Ардебілі (перс. شیخ صفی‌الدین اردبیلی;‎ 1252, Ардебіль — 1334, там же) — засновник відомого на Сході суфійського ордена Сефевіє і родоначальник династії Сефевідів, поет.
В Ірані (переважно в області Азербайджан) діяльність цього ордену призвела до виділення в суфізмі особливого напрямку, яке заведено називати Кизилбашським (червоноголовим), за кольором головних уборів членів ордену.

## Біографія

### Походження
Народився 1252 року в місті Ардебілі в заможній релігійній родині. Походження роду Сефі ад-Діна покрите таємницею, висловлювалися думки, що вони були курдами або арабами.
У колах суфіїв вважалося, що Сефі ад-Дін походить в 21 поколінні від сьомого шиїтського імама Муси ібн Джафара і, таким чином, є нащадком пророка Магомета й Алі ібн Абу Таліба; однак, це вважається легендою, вигаданою для легітимації духовної влади Сефевідів.

### Молодість
Втративши батька у малолітньому віці Сефі ад-Дін здобув початкову освіту в оточенні його релігійних послідовників. Він опанував богословські науки і вивчав, крім азері і літературні перську, арабську та монгольську мови.
Продовжив освіту у Ширазі, куди вирушив у 20-річному віці, у знаних богословів Рукн ад-Діна Бейзаві, Аміра Абдуллаха й інших. Там він нарешті наважився обрати собі наставника. За порадою Аміра Абдуллаха Сефі зупинився на кандидатурі відомого шейха з Гіляна (власне з Талиша) Гаджі ад-Діна Західі, який був мандрівним дервішем, пов'язаним із суфійським орденом сухравардія.

### Навчання у шейха Західі

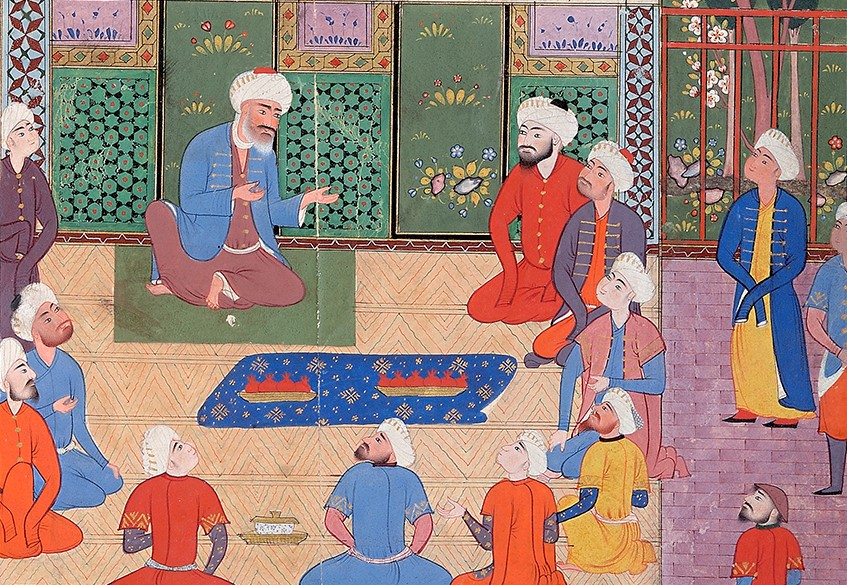
Сефі ад-Дін в оточенні учнів. Ілюстрація з манускрипту XVI ст.

Сефі довелося витрачати багато часу на його пошуки. Лише через чотири роки він знайшов шейха Західа у горах Гіляна. Незабаром Сефі одружився з дочкою свого наставника — Бібі Фатьме (їхній син Садр ад-Дін згодом наслідує шейху Сефі) і ще більше з ним зближується. Разом вони 25 років проповідують свої ідеї і лише 1294 року, після смерті Захід Гіляні, Сефі ад-Дін обіймає його місце глави ордена, названого згодом на честь Сефі Сафавія.
Авторитет шейха Гіляні настільки високий, що багато дослідників схильні вважати його дійсним засновником ордена Сафавія. Інші дослідники дотримуються думки, що відомий ідейно-філософський напрямок ордена склався вже після смерті Гіляні.

### Глава ордена
Серед учнів Сефі ад-Діна — такі видатні особи, як візир Ільхан Рашид-ад-Дін, його син Гіяс-ад-Дін Мухаммед Рашиді і навіть сам Ільхан Абу Саїд. До кінця життя шейха більшість жителів Ардебіл були його учнями. У нього були муриди і в Західному Ірані (Ісфагані, Ширазі й ін.). Особливо сильний релігійний вплив ордена Сафавія, як могутнього тюркського ордену, був у Малій Азії, теж заселеній тюрками. Населення цих районів, наприклад, активно сприяло шаху Ісмаїлу у початковий період просування влади. Шейх Сефіаддін, так само як і пророк Магомет закликав до братства вірян й об'єднання заради боротьби за святу віру. Це вчення було близько до родових звичаїв тюрків, що оселилися в Азербайджані, і вони прийняли його.
Шейха Сефі ад-Діна, як і його вчителя Західі, вважали святим, приписували їм безліч чудес і матеріально всіляко підтримували. Якщо на початку організації ордена у шейха Сефіаддіна була невелика ділянка землі, то до кінця життя у його власності вже знаходилося понад 20 селищ, подарованих йому різними феодалами. Сам Сефі ад-Дін і його орден отримували величезну кількість подарунків. Зберігся лист візира Рашида ад-Діна, в якому він сповіщає шейха, що надсилає йому подарунки до одного з мусульманських свят — пшениці понад 40 тонн, рису білого близько 80 тонн, олії коров'ячої понад тонну, меду близько двох тонн, гатиги пів тонни, цукру-рафінаду більше як 300 кг, биків 30 голів, баранів 190 штук, гусей 190 штук, курей 600 штук, трояндової води 30 бутилів, грошима 10 тисяч динарів тощо.

## Поезія
Від шейха Сефі ад Діна дійшло 12 чотиривіршів (рубаї) на місцевій (район Ардебіля) іранській говірці, близькій сучасній талиській мові і яка більшість учених ототожнює з мовою азері. Ці чотиривірші іраністи вважають важливим матеріалом для вивчення іранської мови азері, що в цілому залишалася безписьменною. Мова азері чотиривіршів шейха Сефі ад-Діна вивчав Борис Міллер, який під час досліджень зробив висновок, що діалект ардебільців й Ардебільського району є мовою предків сучасних талишів, але вже І половини XIV століття. Також Міллер дійшов висновку, що мова азері є рідною мовою шейха Сефі ад-Діна, а турецькій, перській та арабській він навчився у вчителя.
Одинадцять чотиривіршів шейха Сафі ад-Діна Ардабілі, записані Пірзадою вказані під назвою «вірші Раджі-е Талеші».

## Гробниця

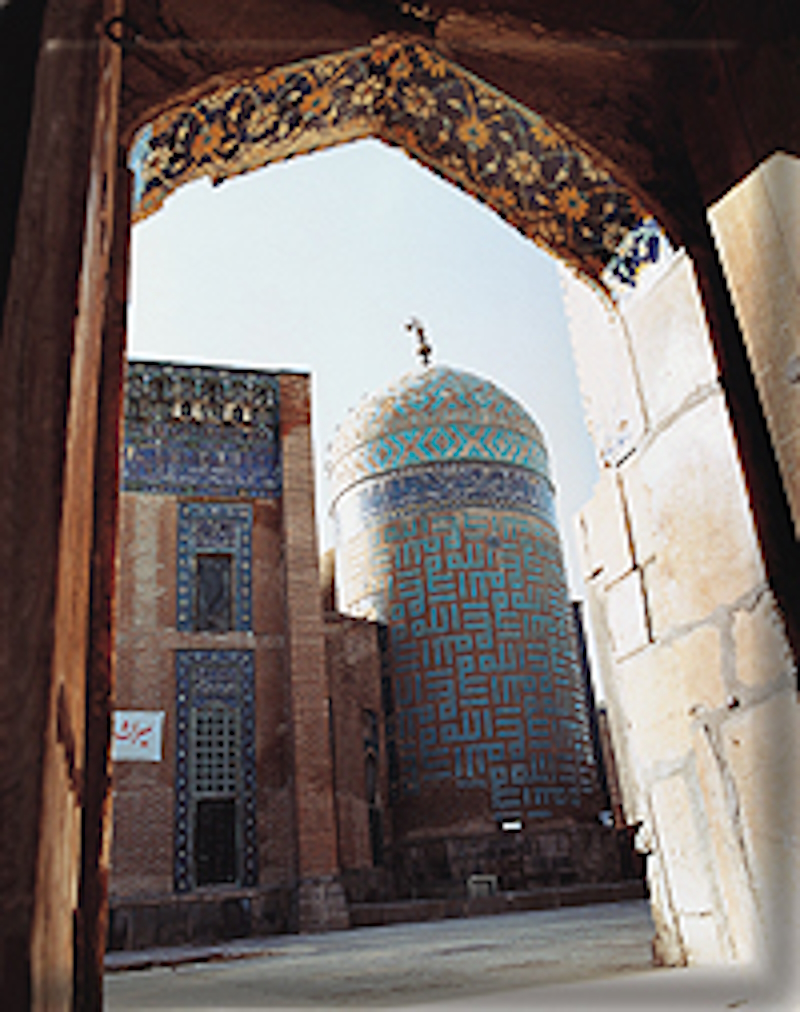
Гробниця шейха

Помер і похований в Ардебілі 1334 року. Над його могилою побудовано мавзолей, навколо якого побудували мечеті, караван-сараї, медресе та житлові будинки, створили великий культовий центр. Тут похована більшість сефевідських шейхів, зокрема шах Ісмаїл. Реконструкція та будівництво центру йшла безперервно, остаточний вигляд він набув у XVI столітті, у період правління шаха Тахмасіба I.
Мавзолей шейха Сафі ад-Діна та поминальна мечеть при ній є шедевром архітектури Північно-Західного Ірану. Дуже ефектно прикрашають її глазуровані плитки різних кольорів. Розвиток Ардебіля багато в чому визначився значною популярністю у великої кількості паломників культового комплексу Сефі ад-Діна. 2010 року комплекс оголосили пам'яткою Світової спадщини ЮНЕСКО.

## Наступники
Першими наступниками шейха Сефі ад-Діна як шейхи ордена Сафавія в Ардебілі були його нащадки Садр ад-Дін Муса (1334—1392/3), шейх Ходжа Алі (1392/3 — 1429). Починаючи з правнука Сафі ад-Діна Ібрагіма Шейхшаха (1429—1447) Ардебільські шейхи набувають світської влади. Шейх Ібрагім Шейхшах став правителем Ардебіля, а шейх Ісмаїл (1486—1524) — засновником шаської династії Сефевідів нової Кизилбаської держави в Ірані.